# Řepníky
Řepníky település Csehországban, az Ústí nad Orlicí-i járásban. Řepníky Jenišovice, Vinary, Luže, Střemošice, Pustina, Vraclav és Vysoké Mýto településekkel határos. Lakosainak száma 401 fő (2024. január 1.).

## Népesség
A település lakosságának változását az alábbi diagram mutatja:
| Lakosok száma | 880  | 918  | 930  | 688  | 479  | 410  | 374  | 386  | 385  | 401  |
|               | 1869 | 1890 | 1921 | 1950 | 1980 | 2001 | 2017 | 2019 | 2022 | 2024 |